# Lacipa nobilis
Lacipa nobilis är en fjärilsart som beskrevs av Herrich-Schäffer 1855. Lacipa nobilis ingår i släktet Lacipa och familjen tofsspinnare. Inga underarter finns listade i Catalogue of Life.